# DJ Memê
Marcello Mansur, mais conhecido como DJ Memê (Rio de Janeiro, 13 de março de 1965), é um DJ e produtor musical brasileiro. Já trabalhou com nomes notórios da música brasileira como Lulu Santos e Gabriel o Pensador e com artistas internacionais como Shakira, Gloria Estefan, David Morales, Frankie Knuckles e Dimitri from Paris. Ao todo, foram mais de 7 milhões de discos vendidos entre compilações e álbuns completos com sua produção.

## Juventude
Nascido no Rio de Janeiro, no dia 13 de março de 1965, o jovem Marcello Mansur aos 11 anos de idade já se interessava por música, fazia suas próprias festinhas observando os grandes DJs profissionais.
Nos anos 70, iniciou tocando disco underground e mudou para a house, quando o gênero ainda estava no underground e nem tocava nas rádios. Foi DJ de boates chiques na zona sul e ao mesmo tempo bailes de equipes de som no subúrbio.
Já adulto, DJ Memê entrou para as rádios e com o tempo, acabou levando seu som para as FMs cariocas, onde criou programas de mixagem históricos como A Festa da Cidade, na Rádio Cidade, RPC Megamix, na rádio RPC FM e recentemente, Paradiso Open House, na rádio Paradiso FM. E com seu aprendizado trabalhando nas rádios com pistas, DJ Memê acabou ganhando a oportunidade de ser um dos pioneiros do remix no Brasil. Logo, gravadoras e artistas o chamaram para produzir discos.

## Carreira
Nos anos 90, a cena eletrônica brasileira nascia. Criou junto com Iraí Campos o primeiro curso para DJs do Brasil e participou dos primeiros Skol Beats. Foi do casting da primeira agência de DJs, a Hypno.
Em 1994, veio uma de suas mais notáveis parcerias no Brasil. Com Lulu Santos, produziu o álbum Assim Caminha a Humanidade, que colocou o cantor novamente nas paradas musicais. No ano seguinte, com a mesma parceria, vem Eu e Memê, Memê e Eu, uma coletânea de regravações e remixes feita por Memê, que totalizou mais de 1 milhão de cópias vendidas.
Em 1996, veio a produção de um remix da canção "Estoy Aqui", da cantora Shakira, que fez bastante sucesso no exterior, que estourou a cantora internacionalmente, responsabilizando Memê pelo primeiro sucesso da artista, segundo a revista americana Billboard. 
Depois desse acontecimento, acabou trabalhando também para Mariah Carey, Des'ree, Gloria Estefan, Dido, Toni Braxton e entre outros.
No começo de 2000, com o surgimento da internet, Memê juntou-se às gravadoras internacionais, foi contratado pela gravadora Purple Music Switzerland, na Suíça.
Começou a produzir remixes e lançar fora do Brasil por selos que ele idolatrava, como a Defected e a Soulfuric e virou o jogo sendo artista deles, também colocando uma música em 2º lugar na DJ MAG Hype Charts, a parada mais importante naquele momento, em 2004. Esse acontecimento provocou um interesse mundial na cena house pelo seu nome, e caiu na estrada iniciando idas e vindas para tocar em outros países e cidades famosas, fazendo tours através da Europa e Ásia, tendo tocado regularmente na Indonésia, onde é rei, Inglaterra, terra da House atual, Suiça, França, Coreia, Romênia, Polônia, Alemanha, Ibiza, Austria, Holanda, Hungria, etc.
Em julho de 2008, Memê foi convidado por Yoko Ono em pessoa para remixar a histórica canção de John Lennon, "Give Peace a Chance", e o resultado foi bem mais satisfatório que o esperado: Primeiro lugar na parada Hot Dance da Billboard Magazine, a principal parada musical americana.
Em 2015, DJ Memê criou sua própria gravadora intitulada de MeMix, que é usada principalmente para revelar novos talentos da Dance/House no Brasil.

## Atualmente[quando?]
Memê dedica-se hoje exclusivamente aos seus sets semanais pelo Brasil através da agencia Remix, e a produção de singles para as pistas como no caso da sua música "Chanson Du Soleil" com vocais de Rogério Flausino. Fora do Brasil, seu single "Viva" alcançou o segundo lugar na parada Hype Charts da DJ Magazine, tendo apoio de DJs internacionais como Groove Junkies, Bob Sinclar, Frankie Knuckles, Paul Faris, Pete Tong e Audiowhores. Tudo isso aclamou o nome de Meme no exterior, chamando a atenção de revistas como a inglesa M8 Magazine, que deu matéria de página inteira com entrevista e fotos de Meme em sua edição de aniversario #200, além de citação na coluna de Paul Farris como "nome no qual se deve prestar atenção, pelo seu talento como DJ e remixer".

## Prêmios e indicações
- 23 Discos De Ouro
- 15 Discos De Platina
- 3 Discos Diamante
- 8 Indicações para Melhor DJ de house no Brasil no DJ Sound Awards;[13]
- Melhor programa de rádio em 1990 (Academia Brasileira De Letras)
- Melhor programa de rádio em 1991 (DJ Sound Magazine)
- Melhor produtor de dance no ano de 1994 (Revista DJ Sound)
- Prêmio especial Revista DJ Sound 2001 (Personalidade atuante na área dance nos últimos 10 anos)

## Discografia

### Álbuns de estúdio
- 1999 - Memê e Eles
- 2002 - A Festa de Tim Maia
- 2013 - A Long Hot Summer: Mixed & Selected by DJ Memê - Álbum de Blaze, DJ Memê e Dennis Ferrer

### Álbuns produzidos
- 1994 - Assim Caminha a Humanidade - (Lulu Santos)
- 1995 - Fanzine - (Fanzine)
- 1995 - Eu e Memê, Memê e Eu - (Lulu Santos)
- 1996 - Claudinho & Buchecha - (Claudinho & Buchecha)
- 1996 - Anticiclone Tropical - (Lulu Santos)
- 1997 - A Forma - (Claudinho & Buchecha)
- 1997 - Quebra-Cabeça - (Gabriel o Pensador)
- 1997 - The Remixes - (Shakira)
- 1998 - Só Love - (Claudinho & Buchecha)
- 1998 - Autolove - (Kid Abelha)
- 1998 - Puro Êxtase - (Barão Vermelho)
- 1999 - Fat Festa - (Fat Family)
- 2001 - O Funk do Tchan - (É o Tchan)
- 2003 - Bugalu -(Lulu Santos)
- 2003 - A Festa de Tim Maia - (Tim Maia)
- 2003 - Buchecha - (Buchecha)
- 2005 - Signo de Ar - (Jorge Vercilo)
- 2011 - Defected In The House Brasil - (DJ Meme & Sandy Rivera)

## Estatísticas
- Mais de 150 remixes para diversos artistas
- 12 medleys (Mega Mix)
- 25 produções de singles
- 23 produções de álbuns
- 19 produções de singles como músico/arranjador